# Grzymiradz
Grzymiradz (do 1945 niem. Grünrade) – wieś w Polsce, położona w województwie zachodniopomorskim, w powiecie myśliborskim, w gminie Dębno. Według danych z 2012 miejscowość liczyła 216 mieszkańców.
W latach 1975–1998 wieś administracyjnie należała do województwa szczecińskiego.
Wieś znajdowała się od ok. 1250 na terytorium powstałej Nowej Marchii, pierwsza wzmianka pochodzi z 1333 W latach 1454–1757 właścicielem wsi była znana rodzina szlachecka von der Marwitz, posiadająca również majątki w Smolnicy i Zielinie. Od 1945 leży w granicach Polski.
Pośrodku wsi- znajduje się kościół z I poł. XIV w., obok ruina pałacu z XIX w. i park krajobrazowy założony w II poł. XIX w., z częściowo zachowanym starodrzewiem (150-200 lat).

## Nazwa
Dawna niemiecka nazwa może pochodzić ze średnio-dolno-niemieckiego grōn(e), współcześnie grün „zielony” i średnio-dolno-niemieckiego rot „kawałek pola, który został wykarczowany pod uprawę” (roden „karczować”).
Nazwa na przestrzeni wieków: Grünenrod 1333; Gronenrade 1337; Grunenrode 1451; Grunrade 1833; Grünrade do 1945.

## Położenie
Wieś położona jest 4,5 km na zachód od Barnówka.
Zgodnie z podziałem fizycznogeograficznym Polski według Kondrackiego teren, na którym położony jest Grzymiradz należy do prowincji Niżu Środkowoeuropejskiego, podprowincji Pojezierza Południowobałtyckiego, makroregionu Pojezierze Południowopomorskie oraz w końcowej klasyfikacji do mezoregionu Równina Gorzowska.

## Integralne części wsi
| SIMC    | Nazwa       | Rodzaj  |
| ------- | ----------- | ------- |
| 0179909 | Choszczówko | kolonia |
| 0179915 | Klepin      | kolonia |

## Środowisko przyrodnicze
Wśród lasów dominują monokultury sosnowe, zaś grunty wykorzystywane są jako orne, łąki oraz pastwiska. Na terenie wsi i w krajobrazie otwartym ważne są zadrzewienia przydrożne, parkowe i cmentarne, zwłaszcza starodrzewia. Po wschodniej stronie Klepina (część wsi w kierunku Dębna) i 1,8 km na pn-wsch. od Barnówka gatunkiem objętym ścisłą ochroną są kocanki piaskowe występujące w mineralnych nieużytkach rolniczych i na łąkach z murawą szczotlichową oraz torfowce tworzące w okolicach Grzymiradza rozległy kompleks dolinowy z łozowiskiem i brzeziną bagienną.
Do gatunków roślin cennych i rzadko spotykanych stwierdzonych w sezonie wegetacyjnym należy sierpnica zwyczajna występująca wzdłuż poboczy śródpolnych dróg w okolicach Smolnicy, Grzymiradza i Wysokiej.

## Historia
- VIII-poł. X w. – w widłach Odry i dolnej Warty znajduje się odrębna jednostka terytorialna typu plemiennego, prawdopodobnie powiązana z plemieniem Lubuszan. Na północy od osadnictwa grupy cedyńskiej oddzielały ją puszcze mosińska (merica Massen) i smolnicka (merica Smolnitz). Mieszkańcy zajmowali się gospodarką rolniczo-hodowlaną.
- 960–972 – książę Mieszko I opanowuje tereny nadodrzańskie, obejmujące obręb późniejszej kasztelani cedyńskiej, ziemię kiniecką i kostrzyńską
- 1005 (lub 1007) – Polska traci zwierzchność nad Pomorzem, w tym również nad terytorium w widłach Odry i dolnej Warty
- 1112-1116 – w wyniku wyprawy Bolesława Krzywoustego, Pomorze Zachodnie uznaje zwierzchność lenną Polski
- Pocz. XIII w. – obszar na północ od linii Noteci-dolnej Warty i zachód od Gwdy w dorzeczu Myśli, Drawy, środkowej Iny, stanowi część składową księstwa pomorskiego; w niewyjaśnionych okolicznościach zostaje przejęty przez księcia wielkopolskiego Władysława Laskonogiego, a następnie jego bratanka, Władysława Odonica
- 1250 – margrabiowie brandenburscy z dynastii Askańczyków rozpoczynają ekspansję na wschód od Odry; z zajmowanych kolejno obszarów powstaje następnie Nowa Marchia
- 1320-1323 – po wygaśnięciu dynastii askańskiej, Nowa Marchia przejściowo przechodzi we władanie książąt pomorskich
- 1323 – władzę w Nowej Marchii obejmują Wittelsbachowie
- 02.10.1333 – pierwsza wzmianka, rycerz Vromold Wutsikk otrzymał od margrabiego Ludwika w lenno 20 łanów we wsi Grunenrod (Grimenrod)[10]
- 1337 – wzmianka w księdze ziemskiej margrabiego brandenburskiego Ludwika Starszego pod nazwą Gronenrade (w ziemi mieszkowickiej): „Gronenrade XL, dos II, Ffrumolt de wutvik pro seruicio XX, pactus V solidos sed quondam X solidos”[11] – wieś liczy 40 łanów, (mansos), wolne od ciężarów podatkowych są 2 łany parafialne (dos), lennikiem zobowiązanym do służby konnej jest Ffrumolt de Wutvick posiadający 20 łanów, pakt (pactus) płacony rycerstwu przez chłopów wynosi 5 szylingów (solidos), ale dawniej wynosił 10 szylingów.
- 6.01.1349 – margrabia Ludwik Starszy nadaje czterem braciom Schönebeck (Kuno, Henning, Heinrich i Albert) mały gaj koło wsi[12][13]
- 1402-1454/55 – ziemie Nowej Marchii pod rządami zakonu krzyżackiego
- 1433 – podczas wojny polsko-krzyżackiej, okoliczne tereny zostają zdobyte i splądrowane przez Husytów; wieś zniszczona
- 16.05.1451 – Beteke (Betekin) von der Marwitz zostaje upoważniony przez krajowego wójta krzyżackiego Eglingera do wprowadzenia rady miejskiej w Chojnie w posiadanie części wsi Grzymiradz (Grunenrode) zakupionej od Ludolfa von Ellingen (Ludeke de Ellynge)[14]
- przed? 1493-1703 – właścicielem wsi jest rodzina von der Marwitz
- 15.02.1493 – kościół wymieniony jako parafialny, pod patronatem Georga (II) von der Marwitz ze Smolnicy (właściciel również Grzymiradza i Zielina); jego żoną była Ursula von Ellingen z Białęg
- Pocz. XVI w. – żyje Peter von der Marwitz „Starszy” (ok. 1508-1557)[15]), właściciel Grzymiradza, Smolnicy i Zielina; od niego pochodzą cztery linie rodu: z Friedersdorf, Zielina, Smolnicy i Linie
- 21.11.1517 – list lenny elektora Joachima stwierdza, że Claus, Melchior i Hans von der Marwitz ze Smolnicy, Zachariasz i Kaspar z Marwic, Piotr z Grzymiradza i Otto ze Stanowic posiadają do wspólnej ręki m.in. Zielin, połowę opuszczonych pól Babina, jezioro Warnice na warnickim polu, młyn Wielki Smoliniec z obydwoma jeziorami, staw Kuckuck z miejscem młyna, rzekę Smolnicę od młyna Smoliniec Mały po las Dębna, Smolnicę oraz Grzymiradz, (Nowy) Santok z połową miasteczka, Marwice, połowę Tarnowa, ¾ Jenina, ¾ Stanowic[16]
- 1529 – Peter von der Marwitz „Starszy” sprowadza do majątku luterańskiego kapelana
- 1535-1571 – za rządów Jana kostrzyńskiego Nowa Marchia staje się niezależnym państwem w ramach Świętego Cesarstwa Rzymskiego
- 1538 – margrabia Jan kostrzyński oficjalnie wprowadza na terenie Nowej Marchii luteranizm jako religię obowiązującą
- 2 poł. XVI w. – we wsi wymieniani są Baltazar von der Marwitz[17] i jego syn Maurycy[18]
- 2 poł. XVII w. – właścicielem Grzymiradza jest Hans von der Marwitz (1608-3.12.1675), komendant twierdzy Kostrzyn; w 1650 r. wziął ślub z Anną Elisabeth von Münchahausen, córką Otto von Münchahausena, podpułkownika, radcy skarbowego i [[Landrat (Prusy)}landrata]] powiatu Schaumburg
- 1701 – powstanie Królestwa Prus
- 1703 – po śmierci Hansa Ottona von der Marwitz, właścicielką majątku zostaje wdowa po nim, Emilia (Ämilia) z domu von Derfflinger (ur. 1658, zm. 1727; ślub wzięli w 1691), córka generała-feldmarszałka Georga von Derfflinger[19]
- 2.6.1749 - spadkobiercy sprzedają majątek Grzymiradz i swoje udziały Albrechtowi Berndtowi Ludwigowi von der Marwitz ze Smolnicy, który następnego dnia sprzedaje go Joachimowi Erdmannowi von Burgsdorf (1701-1760)[20]
- 1768 – właścicielem części majątku zostaje Johann Georg von Sydow (1742-1804), za cenę 28 tysięcy talarów
- 1774 (lub 1775) – właścicielem majątku zostaje pułkownik Albrecht Ludwig von Katte[19], który odkupuje go za 18 tysięcy talarów od bankrutującego von Sydowa
- 1776 – następuje rozdzielenie majątku od wsi Grzymiradz; we wsi mieszkało wówczas 6 chłopów rolnych (niem. Bauern) i 4 zagrodników (niem. Kossaten)
- 1797 – zbudowano ryglową wieżę kościoła i ufundowano bogate wyposażenie wnętrza
- XIX w. – dobudowano zakrystię kościelną
- 1800 – majątek Grzymiradz (1078 ha) nabywa za kwotę 55 tysięcy talarów radca wojenny Karl Johann Ludwig Berg z Golzow; po jego śmierci w 1820 r. majątek przejmują kolejno jego dwaj synowie[21]
- 1806-1807 – Nowa Marchia pod okupacją wojsk napoleońskich; na mocy traktatu w Tylży w dniu 12.07.1807 wojska francuskie opuszczają terytorium państwa pruskiego z wyjątkiem niektórych ważniejszych twierdz, pod warunkiem spłaty bądź zabezpieczenia nałożonej na Prusy kontrybucji wojennej
- 1807-1811 – reformy gospodarcze Steina- Hardenberga dotyczące zniesienia poddaństwa chłopów w Prusach.
- 1815-1818 – reformy administracyjne Prus zmieniają strukturę Nowej Marchii; wieś należy do powiatu Chojna, w rejencji frankfurckiej, w prowincji brandenburskiej
- VIII.1837–IX.1839 - Grzymiradzem gospodaruje Emil Robert Theodor Krahmer (1809-1883), przebywający w formie kary w majątku swojego wuja i ojca chrzestnego, Johanna Karla Friedricha Berg[22], syna Karla Johanna Ludwiga.
- 1839 – majątek zakupuje Gustav Nesselhauf
- 1852 – właścicielem majątku zostaje Ernst Friedrich Gustav Henning (ur. 19.12.1796 w Demmin, zm. 14.02.1869 w Grzymiradzu; ożenił się z Wilhelmine Caroline Sophie Dudy 17.07.1833 w Gnevkow)[23]

| Niemiecka nazwa | Obiekt                               | Położenie          | Polska nazwa           | Ludność ok. 1820 | Ludność w 1852 |
| --------------- | ------------------------------------ | ------------------ | ---------------------- | ---------------- | -------------- |
| Kleppin         | folwark                              | 1,5 km na płd.     | Klepin                 | 30               | 41             |
| Kukuks-Mühle    | młyn wodny                           | 2 km na płn.-wsch. | Kukadło [nie istnieje] | 10               | 13             |
| Neu Grünrade    | folwark-zakład (niem. Etablissement) | 1 km na płn.-zach. | Choszczówko            |                  |                |

- 1871-1918 – Nowa Marchia w ramach zjednoczonej Drugiej Rzeszy Niemieckiej
- 1872 – majątek kupuje emerytowany rotmistrz Friedrich Wilhelm August Hermann von Hertell (7.12.1837-10.08.1906); odnowił on pałac i założył przy nim park
- 1909 – wdowa po Hermannie von Hertell, Auguste Louise Mathilde z domu von Ziethen (17.01.1844-11.11.1914), sprzedaje majątek Grünrade i przenosi się do Berlina
- 22.08.1917 – majątek nabywa berliński przemysłowiec Max Wegener[19]
- 1928
  - obszar gminy Grzymiradz wraz z przyległościami Choszczówko, folwarkiem Klepin i Kukadło obejmuje 239,8 hektarów, zaś majątek 1076,4 hektary[27]
  - Max Wegener bankrutuje; ziemia dworska zostaje rozparcelowana
- 04.02.1945 – zajęcie Grzymiradza przez wojska 5 Armii 1 Frontu Białoruskiego
- 1945 – żołnierze radzieccy spalili kościół, a następnie wysadzili w powietrze
- 1945–koniec lat 80 XX w. – budynek pałacu zaadaptowano na potrzeby szkoły
- 1979 – powstaje Rolnicza Spółdzielnia Produkcyjna im. Feliksa Dzierżyńskiego, specjalizująca się w hodowli trzody chlewnej i produkcji roślinnej[28]
- 1980 – remizę strażacką zamieniono na tymczasową kaplicę, w której msze odprawiali księża z parafii św. Apostołów Piotra i Pawła w Dębnie
- 1982 – proboszcz parafii św. Apostołów Piotra i Pawła w Dębnie, ksiądz Stanisław Sadowski, wykupił plac przy kościele wraz z ruinami zniszczonego kościoła
- 1984-1985 – odbudowa kościoła przez mieszkańców pod nadzorem salezjanina ks. Wiesława Dąbrowskiego
- 30.06.1985 – konsekracja kościoła
- 1988 – zamknięto bibliotekę, ze względu na techniczne wyeksploatowanie budynku[29]
- 1996 – pożar pałacu

| Imię i nazwisko                                                                | Lata             |
| ------------------------------------------------------------------------------ | ---------------- |
| Fromold Wutsik                                                                 | 1333, 1337       |
| Ludolf von Ellingen                                                            | przed? 1451-?    |
| ?                                                                              | ?- przed? 1493   |
| von der Marwitz                                                                | przed? 1493-1703 |
| Emilia (Ämilia) z domu von Derfflinger wdowa po Hansie Ottonie von der Marwitz | 1703-27          |
| spadkobiercy Emilii von der Marwitz                                            | 1727-1749        |
| Albrecht Berndt Ludwig von der Marwitz                                         | 1749             |
| von Burgsdorff                                                                 | 1749-1774        |
| Johann Georg von Sydow                                                         | 1768-1774        |
| von Katte                                                                      | 1774(5)-1800     |
| Berg                                                                           | 1800-39          |
| Gustav Nesselhauf                                                              | 1839-52          |
| Ernst Friedrich Gustav Henning                                                 | 1852-69          |
| ?                                                                              | 1869-72          |
| Friedrich Wilhelm August Hermann von Hertell                                   | 1872-1906        |
| Auguste Louise Mathilde von Hertell, wdowa                                     | 1906-09          |
| ?                                                                              | 1909-17          |
| Max Wegener                                                                    | 1917-28          |

## Ludność
Ludność w ostatnich 3 stuleciach (wieś i majątek):

## Gospodarka
Struktura działalności gospodarczej na 31.10.2005:
| Dział       | Ilość |
| ----------- | ----- |
| Produkcja   | 2     |
| Transport   | 3     |
| Handel      | 3     |
| Usługi      | 5     |
| Gastronomia | -     |

W Grzymiradzu funkcjonują 34 gospodarstwa rolne o łącznej pow. 202,89 ha, nastawionych na produkcję rolną (żyto, pszenica, owies, jęczmień) oraz hodowlę bydła i trzody chlewnej.
Powierzchnia gospodarstw:
| Pow. w ha | Ilość |
| --------- | ----- |
| 1-5       | 19    |
| 5-10      | 10    |
| 10-20     | 4     |
| 20-50     | 1     |
| 50-100    | 0     |
| >100      | 0     |

## Organizacje i instytucje
- Sołectwo Grzymiradz – ogół mieszkańców wsi Grzymiradz, Choszczówko, Klepin stanowi Samorząd Mieszkańców Sołectwa.
- Wszelkie instytucje znajdują się w Dębnie.

## Edukacja
Dzieci uczęszczają do Szkoły Podstawowej w Smolnicy, zaś młodzież do Gimnazjum Publicznego w Smolnicy lub w Dębnie.

## Parafia
Kościół pw. św. Ottona Biskupa jest filialnym parafii rzymskokatolickiej pw. Narodzenia NMP w Smolnicy.

## Atrakcje turystyczne
- Kościół św. Ottona Biskupa
- Ruina pałacu – wzmianki o pałacu pochodzą z 1839, kiedy to już popadał w ruinę. Odnowiony przez Hermanna von Hertell po 1872 w stylu neoklasycystycznym. Po 1945 budynek zaadaptowano na potrzeby szkoły i użytkowano częściowo do końca lat 80. XX w. W 1996 zniszczył go pożar. Obecnie zdewastowany – brak dachu, stropy zawalone, wnętrze zniszczone. Architektura obiektu jest jednak nadal czytelna – bryła dwukondygnacyjnego pałacu jest rozczłonkowana symetrycznie ryzalitami, elewacje przeprute prostokątnymi oknami, zdobione profilowanymi gzymsami i naczółkami.
- Park pałacowy – pow. 3,5 ha, założony po 1872 przez Hermanna von Hertell jako park krajobrazowy typu naturalistycznego, o kształcie zbliżonym do wieloboku. Pierwotnie połączony był kompozycyjnie z parcelą kościelną oraz ogrodami na południu założenia. Całość od wschodu i południa była odgrodzona od terenów polnych szpalerami drzew, a od strony drogi wiejskiej część przypałacową parku osłaniał ceglany mur. Obecnie zatarty jest prawie całkowicie układ komunikacyjny parku, ceglany mur rozebrany, parcela kościelna została ogrodzona betonowym płotem. We wschodniej części widoczne są fundamenty po dawnej lodowni, a w południowo-wschodniej kopiec po pomniku rodu von Hertell. W drzewostanie wyróżnia się 37 gatunków, w tym 22 gatunki to drzewa liściaste, 3 gatunki to drzewa iglaste oraz 12 gatunków krzewów i pnączy. Starodrzew częściowo zachowany, wiek drzew oceniono na 150-200 lat[34]. Wpisany do rejestru zabytków pod nr 228 z 10.09.1977[35]